# Zhang Ping (pallavolista)
Zhang Ping (Tientsin, 23 marzo 1982) è un'ex pallavolista cinese.
Giocava nel ruolo di centrale.

## Carriera
La carriera di Zhang Ping inizia nel settore giovanile del Tianjin Nuzi Paiqiu Dui, dove gioca per due annate prima di essere promossa in prima squadra, debuttando nella Volleyball League A cinese nella stagione 1998-99: dopo un paio di stagioni anonime, nel campionato 2001-02 si classifica al terzo posto; le sue prestazioni le valgono le prime chiamate nella nazionale cinese, con la quale debutta nel 2002, vincendo la medaglia d'argento al World Grand Prix ed ai XIV Giochi asiatici.
Nella stagione 2002-03 si aggiudica il primo scudetto della propria carriera, ricevendo anche il premio di miglior servizio del campionato; con la nazionale nel 2003 vince la medaglia d'oro al World Grand Prix, al campionato asiatico e oceaniano ed alla Coppa del Mondo. Nelle stagioni 2003-04 e 2004-05 vince altri due scudetti e il campionato asiatico per club 2005; con la nazionale, dopo aver toccato il punto più alto della propria carriera con la vittoria della medaglia d'oro ai Giochi della XXVIII Olimpiade di Atene, vince il bronzo al World Grand Prix 2005, l'oro al campionato asiatico e oceaniano 2005 ed un altro bronzo alla Grand Champions Cup 2005.
Nel corso del campionato 2005-06 viene eletta MVP della Volleyball League A, nonostante la finale scudetto persa, per poi trionfare al campionato asiatico per club; nel 2006 indossa per l'ultima volta la maglia della nazionale cinese ai XV Giochi asiatici, conclusi con la vittoria della medaglia d'oro. Nel corso del campionato successivo si aggiudica il quarto ed ultimo scudetto della sua carriera, per poi ritirarsi al termine della stagione.

## Palmarès

### Club
- Campionato cinese: 4

2002-03, 2003-04, 2004-05, 2006-07
- Campionato asiatico per club: 2

2005, 2006

### Nazionale (competizioni minori)
- Montreux Volley Masters 2002
- Giochi asiatici 2002
- Montreux Volley Masters 2003
- Montreux Volley Masters 2004
- Montreux Volley Masters 2005
- Montreux Volley Masters 2006
- Giochi asiatici 2006

### Premi individuali
- 2003 - Chinese Volleyball League: Miglior servizio
- 2004 - Giochi della XXVIII Olimpiade: Miglior attaccante
- 2006 - Chinese Volleyball League: MVP